# El Aioun
El Aioun (în arabă العيون) este o comună din provincia El Tarf, Algeria.
Populația comunei este de 5.347 de locuitori (2008).